# Mario Medas
Mario Medas (Guasila, 17 febbraio 1931 – Cagliari, 25 gennaio 2013) è stato un attore italiano.

## Biografia
È stato uno dei protagonisti del teatro in lingua sarda. Ha lavorato in radio e televisione e ha recitato dappertutto in Sardegna e in continente durante una carriera attoriale di oltre cinquant'anni.
Con il figlio Gianluca ha fondato la compagnia teatrale in lingua sarda Famiglia d'arte Medas, insieme anche ai fratelli Giacomo, Emma, Assunta Cocco Medas e alla seconda moglie Teresa Podda Medas.
Nel 2013 è uscito postumo il libro Medas Istorias. Tra vita e teatro, a cui ha lavorato fino agli ultimi giorni di vita, dove racconta le vicende artistiche di tutta la sua numerosa famiglia di attori e attivi in diverse attività sceniche del teatro in sardo.

## Filmografia

### Attore
- Cuore, regia di Luigi Comencini - serie TV (1984)
- Disamistade, regia di Gianfranco Cabiddu (1988)

## Opere
- Medas Istorias. Tra vita e teatro, con Introduzione di Giulio Angioni, Sassari, EDeS, 2013